# سلطان رستم میرزا
رستم میرزا صفوی، فرزند سلطان حسین میرزا نوه شاه اسماعیل بود که در سال ۱۵۶۹ در قندهار چشم به جهان گشود. در ابتدا توسط شاه محمد خدابنده به حکومت زمین داور منصوب شد و پس از آن تلاش کرد سیستان را نیز تصرف کند که با مخالفت والی سیستان و برادرش حاکم قندهار مواجه شد پس از شکست و از دست دادن زمین داور در هنگام لشکرکشی گورکانینان تسلیم اکبر کبیر شد و زیر نظر امپراطوری گورکانی به حکومت مولتان بعد پتهان و در نهایت بیهار منصوب شد. وی در سال ۱۶۴۱ میلادی در سن ۷۲ سالگی در شهر آگره درگذشت. 

## زندگانی

### در زمان حکومت صفویان
رستم میرزا صفوی در قندهار به دنیا آمد. در سال ۱۵۷۸ شاه محمد خدابنده او را به همراه برادران کوچک‌تر خود، سنجر میرزا و ابوسعید میرزا به حکومت زمین داور منصوب کرد و حمزه بیگ ذوالقدر لل‍هٔ و سرپرست آنها قرار داد. از آنجا که زمین داور املاک بسیار کوچکی بود، او قصد حمله به سیستان را کرد . برادر بزرگ‌تر او مظفر حسین میرزا که حاکم قندهار بود ، پس از حمله به سیستان با ملک محمود والی سیستان صلح کرد و با دخترش ازدواج کرد و این موجب اختلاف و جنگ بین دو برادر شد. رستم میرزا با حمایت حمزه بیگ قندهار را محاصره کرد ولی با رسیدن کمک ملک محمود نتوانست به اهدافش برسد و به زمین داور بازگشت. با حمله ازبک‌ها به خراسان او به فراه لشکر کشید و با ازبک‌ها به مقابله پرداخت. او پس از مدتی دوباره قصد حمله به سیستان را کرد با وجود آنکه ملک محمود در سیستان از او استقبال کرد ولی رستم میرزا او را محبوس کرد و جلال‌الدین فرزند ملک محمد به او یورش برد. رستم میرزا چون تاب مقاومت نداشت شکست خورد و زمین داور نیز به تصرف مظفر حسین میرزا درآمد. با لشکرکشی امپراتوری گورکانی او و برادرانش سنجر میرزا و ابوسعید میرزا در سال ۱۵۹۴ تسلیم اکبر شاه شدند.

### تحت حکومت گورکانی
در ۱۵۹۳–۱۵۹۵ حاکم مولتان و بعدها حاکم پتهان بود. وی در زمان سلطان جهانگیر در سال ۱۶۱۲ حاکم تاتا و بعداً الله‌آباد بود. او در سال ۱۶۲۶ به عنوان حاکم بیهار منصوب شد، اما پس از مدت کوتاهی بازنشسته شد. او در سال ۱۶۴۱ در سن ۷۲ سالگی در آگره درگذشت.

## ادبیات
او اشعاری را با نام مستعار فدایی سروده است.

## خانواده

### پسران
- مراد میرزا صفوی (متوفی ۱۶۶۹) توسط سلطان جهانگیر لقب التفات خان را گرفت، با دختر عبدالرحیم خان ازدواج کرد و صاحب پسری به نام میرزا مکرم خان شد.
- شاهرخ میرزا صفوی
- حسن میرزا صفوی (متوفی ۱۶۴۹) توسط سلطان جهانگیر به والی کوچ منصوب شد.
- ابراهیم میرزا صفوی
- بدیع الزمان میرزا صفوی (متوفی ۱۶۵۹) - نایب السلطنه گجرات[۳]